# Буляк (Балтачевський район)
Буля́к (рос. Буляк, башк. Бүләк) — присілок у складі Балтачевського району Башкортостану, Росія. Входить до складу Тучубаєвської сільської ради.
Населення — 20 осіб (2010; 32 у 2002).
Національний склад:
- татари — 53 %
- башкири — 44 %